# آتش‌افروز (رمان)
«آتش‌افروز» (انگلیسی: Firestarter) یک کتاب در ژانر مهیج و علمی–تخیلی اثر استیون کینگ است که در سال ۱۹۸۰ منتشر شده است.